# Halina Pierzchała
Halina Pierzchała – (ur. 2 marca 1959 r.) prezes UKS „Clan”, trener lekkiej atletyki, trener PZLA, inicjator i organizator Ostrołęckich Biegów Papieskich, organizator corocznej akcji charytatywnej „Mikołajki na sportowo”, propagatorka lekkiej atletyki wśród dzieci, młodzieży i seniorów, wolontariuszka zaangażowana w życie miasta Ostrołęki, organizator Testu Coopera dla Ostrołęczan, absolwentka Akademii Wychowania Fizycznego w Warszawie, emerytowana nauczycielka II Liceum Ogólnokształcącego im. Cypriana Kamila Norwida w Ostrołęce. 

## Osiągnięcia sportowe
33. Mistrzostwa Polski Masters w Łodzi 2023:
- Złoty medal w biegu na 200 m
- Złoty medali w rzucie dyskiem

Mistrzostwa Polski Masters w Lekkiej Atletyce – Włocławek 2024
- Złoty medal – w biegu na 100 m
- Złoty medal w biegu na 200 m
- Złoty medal w rzucie oszczepem
- Srebrny medal w rzucie dyskiem

Mistrzostwa Polski Masters w Lekkiej Atletyce – Toruń 2025
- złoty medal w pchnięciu kulą 3 kg
- srebrny medal w biegu na 60 m
- brązowy medal na 200 m

## Nagrody
2005, 2015 - Nagroda Prezydenta Miasta Ostrołęki
2019 - Nagroda Mazowieckiego Kuratora Oświaty
2023 - Medal Komisji Edukacji Narodowej